# Stuart Neal
Stuart Nell (...) è un attore e cantante inglese, attivo in campo teatrale e cinematografico.
Dopo aver stuadiato alla Bournemouth Dance Academy, Arts Educational Schools London, Tring Park School for the Performing Arts e al National Youth Musical Theatre, Stuart Neal ha recitato a Londra in Pippin, La piccola bottega degli orrori, Evita, West Side Story, La Cage aux Folles, Finding Neverland e Piaf con Elena Roger, 42nd Street con Sheena Easton.
Nel 2013 debutta in Francia nella prima produzione francese di Follies a Tolone con Fra Fee e Liz Robertson e nel 2014 recita a New York in Macbeth con Kenneth Branagh.

## Filmografia parziale
- Les Misérables, regia di Tom Hooper (2012)
- Cenerentola, regia di Kenneth Branagh (2015)